# Henk van der Grift

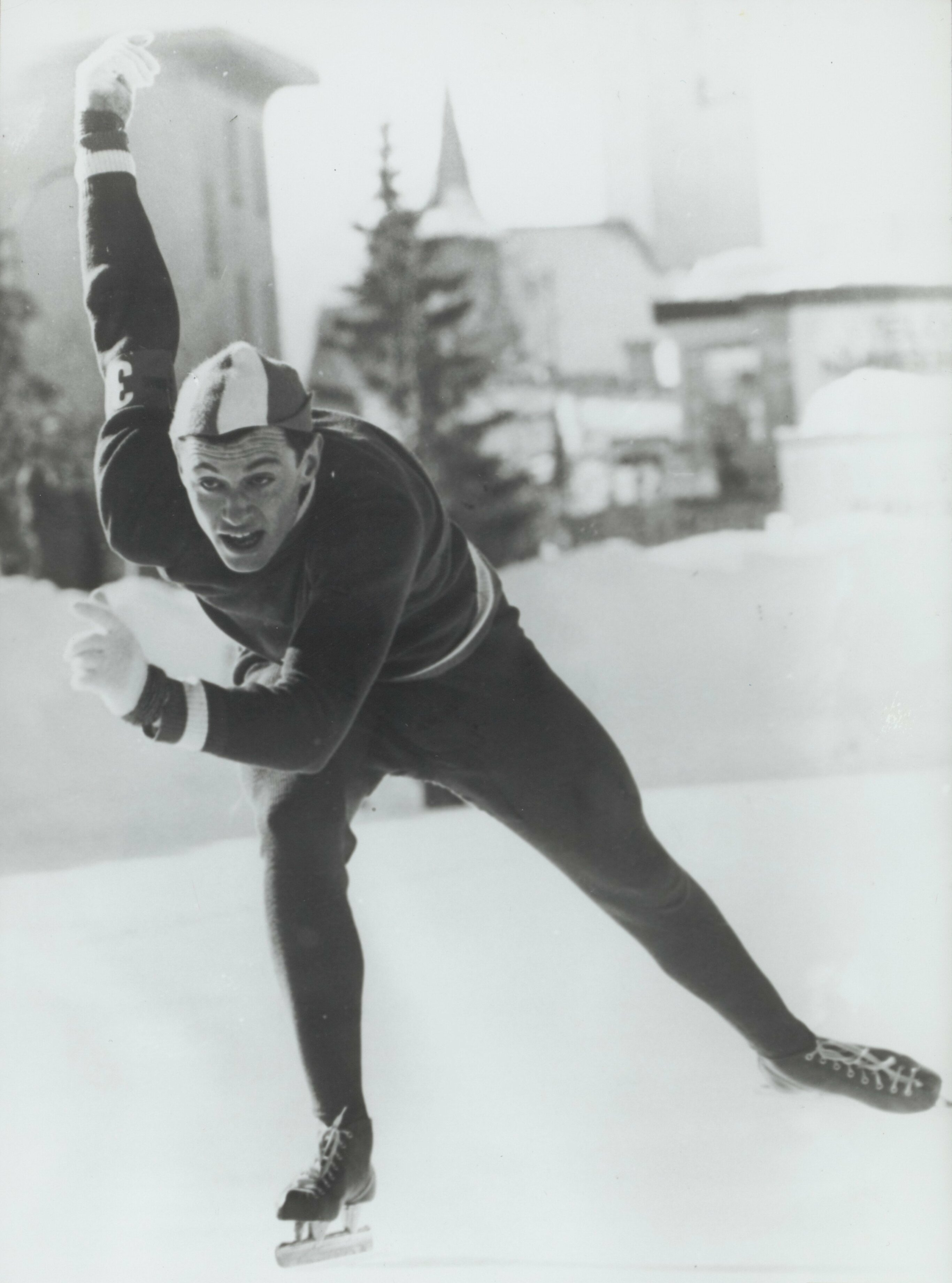
Henk van der Grift omstreeks 1962

Henk van der Grift (Breukelen, 25 december 1935) is een Nederlands voormalig langebaanschaatser.

## Biografie
Van der Grift debuteerde in 1954. Samen met een aantal andere schaatsers uit Breukelen nam hij dat jaar deel aan de Elfstedentocht en de Ronde van Loosdrecht, waar hij derde werd achter Anton Verhoeven en Frits Vollenbroek. Op de langebaan eindigde hij op het NK Allround in de achterhoede. In de jaren hierna ('57, '58, '59) was hij niet aanwezig. Pas in de jaren '60 vervolgde hij zijn carrière. Dat jaar deed hij mee aan de Olympische Spelen van 1960. Op de 500 meter werd hij 10e en op de 1500 meter kwam hij ten val. Omdat hij niet tevreden was met de Nederlandse trainingsfaciliteiten, woonde hij een tijd in Fagernes in Noorwegen, waar hij werkte als automonteur. Zijn grootste succes behaalde hij in 1961, toen hij in Göteborg Wereldkampioen allround werd. Op de 500 meter werd hij tweede achter de Russische sprinter Jevgeni Grisjin. Hij verloor veel tijd op de 5 kilometer, maar maakte dat goed met winst op de 1500 meter. Op de 10 kilometer werd hij derde, maar hield net genoeg tijd over om de Rus Viktor Kositsjkin in het klassement voor te blijven. Een andere Nederlander, Rudie Liebrechts, werd derde in de eindrangschikking.
Door zijn overwinning was Van der Grift de eerste Nederlandse wereldkampioen sinds Coen de Koning in 1905. Hij werd na zijn zege meermalen geëerd: hij kreeg de Oscar Mathisen-trofee en werd (samen met Anton Geesink) gekozen als Sportman van het jaar.
In 1962 slaagde hij er niet in zijn wereldtitel te prolongeren: hij eindigde tweede achter Kositsjkin. Het volgende seizoen kreeg hij te kampen met ziekte en na het seizoen 1963/64 zette hij een punt achter zijn schaatscarrière. Op 10 december 2011 geeft Van der Grift in het NTR-radioprogramma aan dat de wijze waarop de KNSB omging met het overlijden en de begrafenis van zijn vader de reden van stoppen was. “Ik had een afspraak dat ik terug mocht naar de begrafenis in Nederland: Ik mocht kiezen: je blijft hier of je gaat en je hoeft niet meer terug te komen.
Het succes van Van der Grift leidde tot de versnelde aanleg van de Jaap Edenbaan, de eerste kunstijsbaan in Nederland. Daarom mag zijn prestatie gezien worden als een stimulans voor de ontwikkeling van de schaatssport in dit land. Op 9 december 2011 ontving hij om die reden uit handen van KNSB-voorzitter Doekle Terpstra het Erelidmaatschap van de vereniging, tegelijk met het 50-jarig bestaan van de Jaap Eden IJsbaan.

## Persoonlijke records
| Afstand      | Tijd    | Datum            | Baan          |
| ------------ | ------- | ---------------- | ------------- |
| 500 meter    | 41,2    | 24 februari 1960 | Squaw Valley  |
| 1000 meter   | 1.30,7  | 6 november 1963  | IJsselstadion |
| 1500 meter   | 2.11,7  | 12 februari 1961 | Hamar         |
| 3000 meter   | 4.41,9  | 11 februari 1961 | Hamar         |
| 5000 meter   | 8.11,8  | 12 februari 1961 | Hamar         |
| 10.000 meter | 16.53,6 | 19 februari 1961 | Göteborg      |

## Resultaten
| Jaar | NK Allround          | EK Allround          | Olympische Spelen | WK Allround          |
| ---- | -------------------- | -------------------- | ----------------- | -------------------- |
| 1955 | NC19 (13, 19, 20, -) | -                    |                   | -                    |
| 1956 | NC24 (30, 20, 18, -) | -                    | -                 | -                    |
| 1957 | NG                   | -                    |                   | -                    |
| 1958 | NG                   | -                    |                   | -                    |
| 1959 | NG                   | -                    |                   | -                    |
| 1960 | NG                   | NC20 (5 ,24 ,12 ,-)  | 10e 500m NF 1500m | 11e (5, 19, 5, 16)   |
| 1961 | NG                   | · (, 7, , 7)         |                   | · (, 12, , )         |
| 1962 | · (, )               | 4e · (, 13, , 8)     |                   | · (, 8, , 8)         |
| 1963 |                      | NC24 (10, 29, 23, -) |                   | NC30 (19, 38, 28, -) |

NG = Niet georganiseerd (want geen natuurijs)

### Medaillespiegel
| Kampioenschap     | Goud | Zilver | Brons |
| ----------------- | ---- | ------ | ----- |
| NK Allround       | 1    | 0      | 0     |
| EK Allround       | 0    | 1      | 0     |
| Olympische Spelen | 0    | 0      | 0     |
| WK Allround       | 1    | 1      | 0     |

## Nederlandse records
| Nr. | Afstand        | Tijd    | Datum            | Baan      |
| --- | -------------- | ------- | ---------------- | --------- |
| 1   | 1500 meter     | 2.23,2  | 25 februari 1962 | Amsterdam |
| 2   | Grote vierkamp | 204.368 | 25 februari 1962 | Amsterdam |
| 3   | 500 meter      | 43,2    | 10 maart 1962    | Amsterdam |
| 4   | 5000 meter     | 8.18,9  | 10 maart 1962    | Amsterdam |
| 5   | 1500 meter     | 2.18,6  | 11 maart 1962    | Amsterdam |
| 6   | 10.000 meter   | 17.58,2 | 11 maart 1962    | Amsterdam |
| 7   | Grote vierkamp | 193.200 | 11 maart 1962    | Amsterdam |
| 8   | 1000 meter     | 1.30,7  | 6 november 1963  | Deventer  |

NB: Tot en met het seizoen 1967/68 konden Nederlandse records alleen in Nederland worden gereden.